# Epiphanocera costalis
Epiphanocera costalis är en tvåvingeart som beskrevs av Townsend 1915. Epiphanocera costalis ingår i släktet Epiphanocera och familjen parasitflugor.
Artens utbredningsområde är Peru. Inga underarter finns listade i Catalogue of Life.